# Modèle cognitif
Un modèle cognitif est une représentation simplifiée visant à modéliser des processus psychologiques ou intellectuels. Leur champ d'application est principalement la psychologie cognitive et l'intelligence artificielle à travers la notion d'agent.
Les sciences cognitives se servent de manière récurrente de modèles cognitifs : devant la complexité des processus permettant d'expliquer les raisonnements et les comportements, il est en effet pratique de passer par des hypothèses simplificatrices sous forme de modèles.
Un modèle étant cependant une représentation permettant d'appréhender plus simplement un aspect d'un problème, de nombreux modèles cognitifs peuvent se côtoyer, chacun apportant un éclairage particulier sur un aspect particulier.

## Des modèles cognitifs dans différents domaines
Aaron Beck propose, dans le domaine de la psychologie, un modèle cognitif qui se résume en trois degrés simples :
- Le premier degré est celui du traitement de l'information : pensées automatiques, réactions face aux stimuli de l'environnement. C'est un degré non-interprétatif.
- Le deuxième degré est celui au contraire de l'interprétation de ce traitement de l'information. C'est le domaine des adaptations cognitives c'est-à-dire des inférences, des conceptualisations, des personnalisations.
- Le troisième degré, enfin, est constitué des schémas cognitifs latents sur lesquels se fondent les interprétations. Ils dépendent fortement du référentiel culturel dans lequel l'agent évolue.

Une comparaison intéressante peut être effectuée entre ce modèle et les concepts informatiques de langage, code source et exécutable. Le langage est le schéma externe au système sur lequel repose un code source où s'expriment les actions souhaitées pour l'application, c'est-à-dire, l'interprétation que l'on fait des entrées-sorties du programme. Ce code source peut être ensuite compilé en un exécutable qui réagit sans interprétation, au sens intellectuel du terme, à son environnement.
Plus qu'une hiérarchie entre les degrés, cette métaphore met en évidence l'imbrication des concepts. De la même manière qu'il n'y a pas d'exécutable sans code source et qu'il n'y a pas de code source sans un paradigme de langage, la réaction repose sur une interprétation antérieure d'un environnement qui est appréhendé au travers de schémas culturels extérieurs à l'agent.
Cette approche s'apparente aux architectures en couche (Layered Architectures), bien présentes dans la communauté des systèmes multi-agents (les modèles TouringMachines et Interrap en sont de bons exemples).

## Les modèles BDI
Une autre classe importante de modèles cognitifs dans le domaine de l'intelligence artificielle est celle des modèles dit BDI (Beliefs, Desires, Intentions, voir schéma).

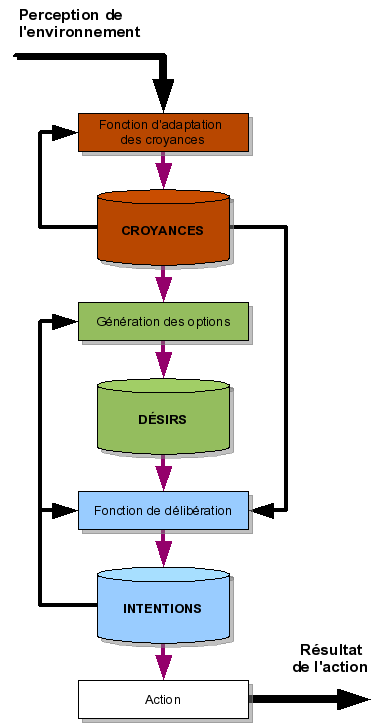
Schéma du modèle BDI

Ces modèles reposent sur trois ensembles principaux :
- Les croyances (Beliefs) qui reflètent les connaissances que peut avoir un agent sur l'univers auquel il appartient. Ces croyances peuvent être aussi bien vraies que fausses. On peut de plus définir une connaissance comme une croyance vraie.
- Les désirs (Desires), ou options, qui représentent l'ensemble des opportunités offertes à l'agent et sont générés à partir des croyances de l'agent à un moment donné et des objectifs à plus long terme que l'agent a pu se fixer.
- Les engagements (Intentions), enfin, qui sont les options retenues par l'agent. Elles mènent à une action.

Les modèles BDI ont été et sont toujours aujourd'hui largement utilisés. Des frameworks comme Jadex ou Jason rendent de plus aisée l'implémentation de telles architectures.
D'autres approches pour la construction de modèles cognitifs existent (ils se basent la plupart du temps sur la logique du premier ordre). Il apparait cependant que tout modèle cognitif repose de manière essentielle sur une interaction approfondie avec un ensemble de connaissances.
Interagir avec un ensemble de connaissances implique de s'intéresser au préalable à la question de la représentation de la connaissance. Dans ce domaine, et dans le même mouvement qui a vu l'explosion de la quantité d'informations échangées à travers les réseaux, des avancées majeures ont eu lieu au début des années 2000. Les outils issus de l'ingénierie des connaissances (standards de sérialisation, ontologies,...) offrent des solutions performantes et pérennes. Et si les réseaux sémantiques faisaient déjà l'objet de recherches dans les années 1980, ils se sont matérialisés aujourd'hui au travers de technologies comme le langage OWL pour les ontologies.